# André Geourjon
André Geourjon (ur. 25 sierpnia 1950) – francuski biathlonista. W Pucharze Świata zadebiutował 2 marca 1978 roku w Hochfilzen, gdzie zajął 19. miejsce w biegu indywidualnym. Tym samym już w debiucie zdobył pierwsze punkty. W 1977 roku wystąpił na mistrzostwach świata w Vingrom, gdzie zajął 20. miejsce w biegu indywidualnym, 42. miejsce w sprincie i szóste miejsce w sztafecie. Najlepszy indywidualnym wynik osiągnął podczas mistrzostw świata w Hochfilzen w 1978 roku, zajmując 19. w biegu indywidualnym. Brał również udział w igrzyskach olimpijskich w Lake Placid w 1980 roku, plasując się na dziewiątej pozycji w biegu indywidualnym i piątej w sztafecie.

## Osiągnięcia

### Igrzyska olimpijskie
| Rok  | Miejscowość | Konkurencje | Konkurencje | Konkurencje | Konkurencje | Konkurencje | Konkurencje | Konkurencje |
| Rok  | Miejscowość | IN          | SP          | PU          | MS          | RL          | MR          | SR          |
| ---- | ----------- | ----------- | ----------- | ----------- | ----------- | ----------- | ----------- | ----------- |
| 1980 | Lake Placid | 9.          | nd.         | nd.         | nd.         | 5.          | nd.         | –           |

### Mistrzostwa świata
| Rok  | Miejscowość | Konkurencje | Konkurencje | Konkurencje | Konkurencje | Konkurencje | Konkurencje | Konkurencje |
| Rok  | Miejscowość | IN          | SP          | PU          | MS          | RL          | MR          | SR          |
| ---- | ----------- | ----------- | ----------- | ----------- | ----------- | ----------- | ----------- | ----------- |
| 1977 | Vingrom     | 20.         | 42.         | nd.         | nd.         | 6.          | nd.         | –           |
| 1978 | Hochfilzen  | 19.         | –           | nd.         | nd.         | 10.         | nd.         | –           |
| 1979 | Ruhpolding  | 24.         | 54.         | nd.         | nd.         | 11.         | nd.         | –           |
| 1981 | Lahti       | 29.         | –           | nd.         | nd.         | 8.          | nd.         | –           |
| 1982 | Mińsk       | 30.         | –           | nd.         | nd.         | 11.         | nd.         | –           |

### Puchar Świata

#### Miejsca w klasyfikacji generalnej
| Sezon     | Miejsce |
| --------- | ------- |
| 1977/1978 | ?       |
| 1978/1979 | ?       |
| 1979/1980 | ?       |
| 1980/1981 | -       |
| 1981/1982 | -       |

#### Miejsca na podium chronologicznie
Geourjon nigdy nie stanął na podium indywidualnych zawodów PŚ.